# آوتنباخ
آوتنباخ (به آلمانی: Autenbach) یک رود در آلمان است که در بایرن واقع شده‌است.